# Fisker Ocean
Fisker Ocean (укр. Фіскер Оушн) — це електричний середньорозмірний кросовер на акумуляторі, який виробляв і продавав Fisker, який подав заяву про банкрутство в червні 2024 року.
Випущений у 2023 році Ocean мав стати першою з трьох моделей у лінійці масових повністю електричних транспортних засобів, розроблених Хенріком Фіскером.

## Опис

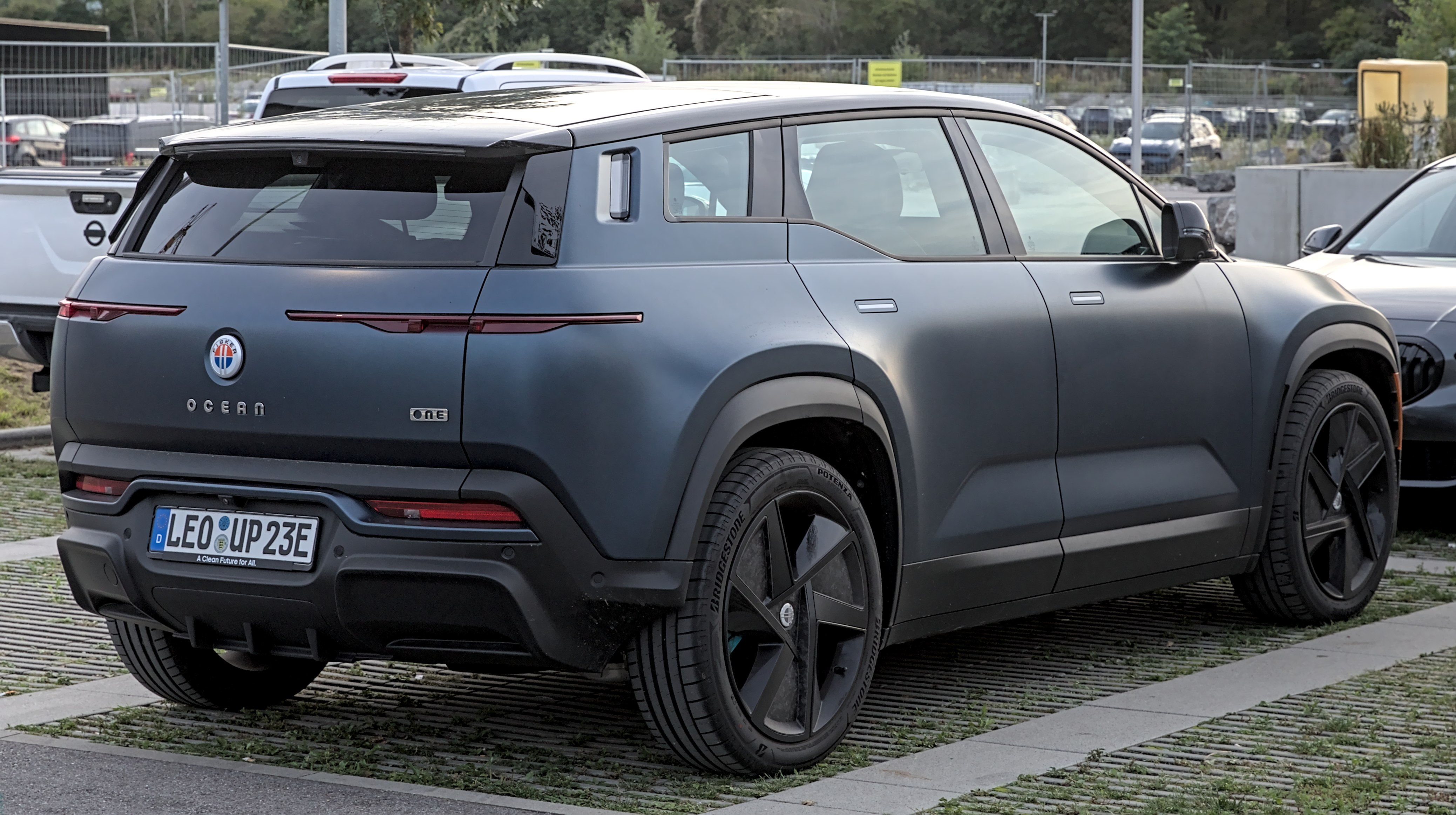

15 жовтня 2020 року Fisker оголосив, що передасть виробництво Ocean компанії Magna Steyr, австрійському контрактному виробнику, щоб зменшити складності та витрати, пов’язані з будівництвом та експлуатацією власного заводу.  

Fisker використав платформу Magna для електромобілів і надав Magna частку до 6% акцій Fisker.  У червні 2021 року Fisker завершила свою виробничу угоду з Magna Steyr, а виробництво на Fisker Ocean почалося в листопаді 2022 року на заводі Magna в Граці, Австрія.

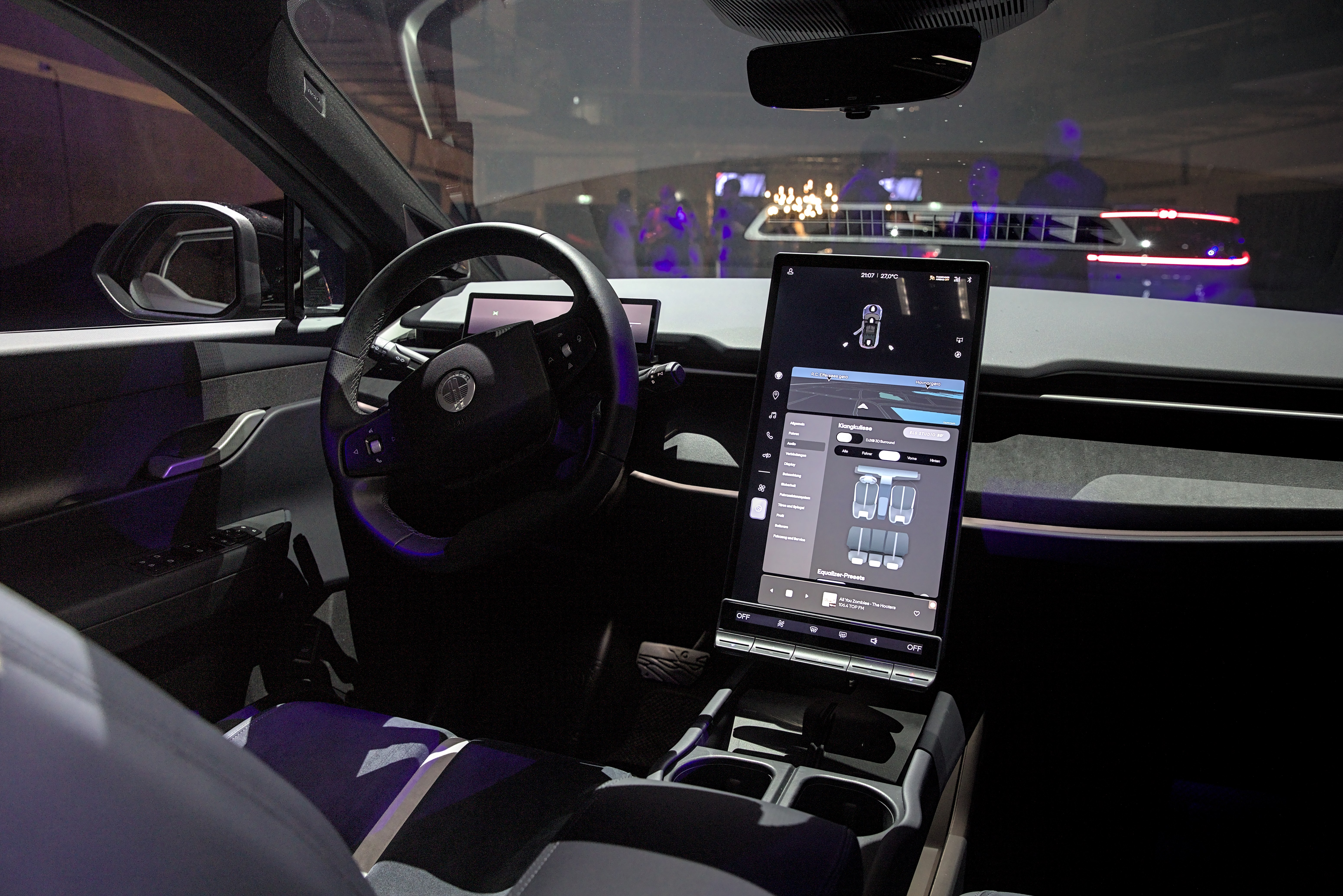

У листопаді 2021 року Fisker і Contemporary Amperex Technology (CATL) оголосили про угоду щодо постачання двох різних акумуляторних блоків для позашляховика Fisker Ocean. Основний пакет високої ємності використовує літій-нікель-марганцевий оксид кобальт-кобальтової клітини, а другий пакет використовує елементи CATL на основі літій-залізо-фосфатної хімії.  
Fisker Ocean був представлений на Mobile World Congress у Барселоні в лютому 2022 року.
1 червня 2023 року було повідомлено, що Ocean Extreme досяг дальності EPA в 579 км.  Він пропонувався як з переднім, так і з повним приводом.
У Ocean було понад 100 випадків знеструмлення, а також інші технічні проблеми після доставки, що призвело до трьох розслідувань Національної адміністрації безпеки дорожнього руху щодо різних проблем   і численних відкликань. 
У березні 2024 року через фінансові труднощі, з якими зіткнулася Fisker Inc, виробництво Ocean було призупинено на шість тижнів, щоб компанія «вирівняла рівень запасів і просувала стратегічні та фінансові ініціативи».
Компанія попередила, що банкрутство неминуче і може відбутися протягом декількох тижнів  У червні 2024 року компанія оголосила про банкрутство та призупинила виробництво Ocean на невизначений термін.

### Попередні замовлення
У жовтні 2020 року Viggo, нещодавно заснована данська служба замовлення поїздок, замовила 300 Fisker Ocean, які мали бути доставлені наприкінці 2022 року. 
У березні 2021 року Fisker оголосила про угоду з Crédit Agricole Consumer Finance (групи Crédit Agricole) щодо потенційних поставок позашляховиків Fisker Ocean для європейської банківської групи. 
У травні 2021 року Fisker оголосила про угоду з британською службою підписки на електромобілі Onto щодо постачання компанії до 700 позашляховиків Fisker Ocean у 2023 році. 
Станом на лютий 2022 року компанія оголосила, що має понад 30 000 бронювань на Fisker Ocean  і понад 55 000 до серпня 2022 року. На кінець 2022 року на Ocean було 63 000 попередніх замовлень.

### Поставки
5 травня 2023 року Fisker поставив свій перший клієнтський автомобіль Ocean One у Копенгагені, Данія. 
23 червня 2023 року компанія Fisker здійснила першу поставку 22 Ocean клієнтам у Сполучених Штатах.
Було побудовано лише 10 000, з них поставлено менше половини.